# جون ملنور
جون ويلارد ميلنور (والمولود في 20 فبراير 1931) هو عالم رياضيات أمريكي اشتهر بأبحاثه في علم الطوبولوجيا التفاضلية، ونظرية K-theory والأنظمة الديناميكية. وقد فاز بعدد من الجوائز من أشهرها ميدالية فيلدز في 1962، وجائزة وولف في 1989 وجائزة (آبل) في 2011. وهو أحد الأستاذة البارزين بجامعة ستوني بروك. وزوجته، السيدة (دوسا ماكدوف)، أستاذة في الرياضيات بكلية برنارد.

## حياته
ولد (جون ميلنور) في مدينة أورانج بولاية نيوجيرسي. وقد فاز أثناء دراسته بجامعة برنستون بزمالة بوتنام Putnam fellow في عام 1949 ومرة أخرى في عام 1950، كما استطاع البرهنة على نظرية فيري – ميلنور. وقد واصل دراسته بجامعة برنستون وقدّم فيها أطروحته التي تحمل عنوان «تناظر الروابط»، والتي تناولت زُمر الارتباط Link groups (وهي عبارة عن تعميم لموضوع الزُمر العقدية الكلاسيكية knot groups) وبنية الارتباط المتعلقة بها. وقد تولى الإشراف على أطروحته للدكتوراه الدكتور (رالف فوكس). وبعد نيله للدكتوراه، انضم للعمل في جامعة برنستون.
وفي عام 1962، نال (ميلنور) جائزة (ميدالية فيلدز) عن حصيلة أعماله في مجال الطبوغرافيا التفاضلية، وفاز بعدها بسنوات قلائل بالميدالية الوطنية للعلوم (1967) ثم جائزة (ليروي ب. ستيل) وذلك عن إسهاماته البحثية الرائدة (1982) وجائزة وولف في الرياضيات (1989) وجائزة (ليروي ب. ستيل) في شرح الموضوعات الرياضية (2004) وجائزة (ليروي ب. ستيل) عن إنجاز العمر (2011). كما عمل محررًا لمجلة (حوليات الرياضيات) لعدة سنوات بعد عام 1962. وكان (ميلنور) قد ألف العديد من الكتب التي تميزت بالبساطة والوضوح وإحكام الأسلوب.
وقد مُنح (ميلنور) جائزة (آبل) في عام 2011 وذلك عن «اكتشافاته الرائدة في مجالات الطبوغرافيا والهندسة والجبر». وردًا على خبر فوزه بالجائزة، صرّح (ميلنور) لمجلة (نيو ساينتيست) قائلاً: «أشعر بمشاعر رائعة»، ومضيفًا أن «المرء دائمًا يفاجأ بأي اتصالات هاتفية تأتيه في السادسة صباحًا»!
تتلمذ على يد الدكتور (ميلنور) عدد من الطلاب النابغين مثل (تاداتوشي أكيبا) و (جون فوكمان) و (جون ماتر) و (لورينت س. سيبينمان) و (مايكل سبيفاك).

## أعماله
كان من أبرز النتائج التي حققها الدكتور (ميلنور) واحتفت بها الدوائر العلمية هو البرهان الذي قدمه في عام 1956 لإثبات وجود الكرات سباعية الأبعاد ذات البنية التفاضلية اللاقياسية. وقد أثمر تعاونه العلمي مع (ميشيل كيرفير) عن اكتشاف أن للكرات سباعية الأبعاد نحو 15 بنية تفاضلية (28 إذا أخذنا التوجه orientation في الاعتبار). وقد صك (ميلنور) مصطلحًا جديدًا أطلقه على أي كرة فراغية تحمل عددًا معيّنًا من الأبعاد وذات بنية تفاضلية لاقياسية وهو مصطلح الكرات العجيبة exotic spheres. وقد اكتشف (إجبرت بريسكورن) مجموعة من المعادلات الجبريّة البسيطة لنحو 28 من الأسطح الفائقة hypersurfaces المعقدة التي تشغل فضاء خماسي الأبعاد والتي عند تقاطعها مع كرة صغيرة لها البعد 9 حول نقطة متفردة تكون متمايزة شكلياً diffeomorphic بالنسبة لهذه الكرات العجيبة. ثم عمل (ميلنور) بعد ذلك على طبوغرافيا النقاط المتفردة المعزولة للأسطح الفائقة المعقدة بصفة عامة، حيث طور نظرية تليف ميلنور Milnor fibration والتي تمثل ليفتها النوع الهوموتوبي الخاص بباقة مُشكّلة من عدد μ من الكرات، وحيث يُعرف μ بـ ‘عدد ميلنور’. وقد كان كتاب ميلنور الذي ألفه حول نظريته في 1968 بمثابة الشرارة التي حفزت نمو إحدى أضخم المجالات البحثية وأكثرها ثراءً والتي لا تزال في تطور إلى اليوم.
وفي عام 1961، طوّر (ميلنور) ما اصطلح على تسميته «التخمين الأساسي» (أو بالألمانية Hauptvermutung) من خلال عرض مُعقّدين بسيطين simplicial complexes يتسمان بأنهما متماثلان شكليّا homeomorphic ولكنهما متمايزان توليفيّا.

## وصلات خارجية
- O'Connor، John J.؛ Robertson، Edmund F.، "جون ملنور"، تاريخ ماكتوتور لأرشيف الرياضيات
- جون ملنور في شجرة علماء الرياضيات
- Home page at SUNYSB
- Photo
- Exotic spheres home page